# Joseph Anton Gall
Joseph Anton Gall (ur. 27 marca 1748 w Weil der Stadt, zm. 18 czerwca 1807 w Linzu) – austriacki duchowny rzymskokatolicki, w latach 1789–1807 biskup Linzu.

## Życiorys
Urodził się 27 marca 1748 jako piąte z jedenastu dzieci kupca i producenta tytoniu Antona Galla w Weil der Stadt. Po studiach teleologicznych i filozoficznych w Heidelberg został wyświęcony na kapłana 13 czerwca 1772 i inkardynowany do diecezji Spiry. W 1788 cesarz Józef II mianował go następcą Ernesta Johanna Nepomuka von Herbersteina jako drugiego biskupa diecezjalnego diecezji Linz, założonej w roku 1784. Jego sakra i ingres miały miejsce na początku 1789 roku.
Biskup Gall, ze swoim skromnym i bezinteresownym sposobem życia, szybko zyskał sympatię ludności swojej diecezji. W 1806 założył seminarium duchowne w Linzu oraz uczynnił je spadkobiercą swojego testamentu.
Zmarł 18 czerwca 1807 i został pochowany w Starej Katedrze w Linzu.